# Abhijit Banerjee
Abhijit Binayak Banerjee (bengaleză অভিজিৎ বিনায়ক বন্দ্যোপাধ্যায়; n. 21 februarie 1961, Mumbai, Maharashtra, India) este un economist american de origine indiană, profesor de științe economice la Massachusetts Institute of Technology. A primit Premiul Nobel pentru Economie (2019), împreună cu Esther Duflo și Michael Kremer, „pentru abordarea lor experimentală a atenuării sărăciei globale”.